# ハロルド・オッケンガ
ハロルド・ジョン・オッケンガ （Harold John Ockenga, 1905年6月6日 - 1985年2月8日）は、アメリカ合衆国会衆派の牧師、神学者。20世紀半ばのアメリカ合衆国福音派の主要人物であり、新福音主義の命名者。 マサチューセッツ州ボストンにあるパークストリート教会牧師を長年にわたって務め、フラー神学校、ゴードン・コンウェル神学校、全米福音協会の創設に関わった。 

## 生い立ち
1905年6月6日、母アンジーと父ハーマン・オッケンガの長男としてシカゴに生まれる。父はドイツ人の先祖を持ち、オッケンガという姓は東フリジア語由来であった。長老派の教会で洗礼を受けるが、11歳の時に母に連れられてメソジスト教会へ移った。10代の頃から牧師への召命を感じ、当時メソジスト教会が運営していたテイラー大学へ進学した。
1927年に大学を卒業し、プリンストン神学校へ入学。しかし、校内で起きていた根本主義者と近代主義者の対立に直面。ジョン・グレッサム・メイチェンやヴァン・ティルら保守派の教員・学生と共に退学し、1929年にウェストミンスター神学校を設立した。
1930年にウェストミンスター神学校を卒業したのち、ピッツバーグ大学でマルクス主義を学び、1939年にPh.D.を取得した。また、在学中にアンドレー・ウィリアムソンと交際、1935年に結婚した。

## 牧師としてのキャリア
神学校卒業後ニュージャージー州にある2つのメソジスト教会で牧師を務め、1931年に招聘されてピッツバーグの長老教会の牧師助手となった。その後、1936年にはマサチューセッツ州ボストンにあるパークストリート教会の副牧師に就任した。
前任のコンラッド牧師の死後、1937年には同教会の牧師に就任。1969年まで勤め上げた。また、就任中に行った数々の説教は後の著書の題材として用いられた。
1950年には同教会がビリー・グラハムの宣教大会を主催し、その後共に北東部のニューイングランドで伝道旅行を行った。また、グラハムやカール・ヘンリーを助けて『クリスチャニティ・トゥディ』を創刊。1981年まで同誌の編集長を務めた。

## 福音派の改革者と指導者

### 根本主義論争
牧会や執筆活動に加えて、オッケンガは新福音主義運動の指導者として知られている。新福音主義は20世紀初頭の根本主義に由来し、自由主義神学陣営と論争を繰り広げた。その主な論点は聖書の無誤性や聖書解釈、創造論と進化論、処女懐胎、キリストの復活と再臨などであった。
オッケンガと同時代に活動した福音主義者には、前述のC・ヘンリーやビリー・グラハム、ハロルド・リンゼル、エドワード・カーネルなどがいる。

### 教育機関の創設
全米福音協会の設立にも関わり、1942年から2年間初代会長を務めた。
また、フラー神学大学の創設にも関わった。神学校は1947年9月に開学し、オッケンガは1954年までの7年間初代学長を務めた。エドワード・ジョン・カーネルが後任となったが、カーネルの退任後1960年から3年間再び学長を務めた。
これら根本主義の改革運動をオッケンガは1948年のパサディナでの会議で「新福音主義」と呼んだ。当初はローマ・カトリックに対抗しており、具体的にはその指導者たちが1960年8月に集まってジョン・F・ケネディに対抗するための議論をしていた。

ハロルド・リンゼル著『聖書のための戦い (The Battle for The Bible : Defending the Inerrancy of Scripture)』によると、オッケンガは新福音主義を以下のように定義した。
 新福音主義は、パサデナの公会堂で私が行った招集演説に関連して、1948年に生まれました。 根本主義の神学的見解を再確認しながら、この演説はその教会学とその社会理論を否定した。 分離主義の否認および社会的関与への召喚の呼びかけは、多くの福音派から心からの反応を受けました。 。 。  それは分離主義の否認とその日の神学的対話に従事する決意において根本主義とは異なっていた。 それは生活の社会学的、政治的、そして経済的分野への福音の適用に新たな重点を置きました。 

## その後のキャリア
1969年、パークストリート教会の牧師を退任したオッケンガはゴードン神学校の学長に就任した。彼は当時フラー神学大学と同様の教育機関を東海岸にも創設しようと考えており、ゴードン神学校とコーンウェル神学校の合併に取り組んだ。そしてグラハムと協力してゴードン・コンウェル神学校を創設し、1970年から1979年まで学長を務めた。
1985年2月8日、マサチューセッツ州の自宅で死去。死因はガン。葬儀は2月11日に行われ、参列したビリー・グラハムは「彼は（福音派における）巨人の中の巨人であり、家族以上に自分に影響を与えてくれた。私は大きな決断をするときは必ず彼に相談をし助言を得ていた。彼の存在と彼との友情を神に感謝する。」と述べた。

## 著作

### 書籍
- Ockenga, Harold J. (1937). These Religious Affections. Grand Rapids, MI: Zondervan
- (1938). Our Protestant Heritage. Grand Rapids, MI: Zondervan
- (1940). Have You Met These Women?. Grand Rapids, MI: Zondervan
- (1942). Every One That Believeth. New York: Fleming Revell
- (1944). The Comfort of God. New York: Revell
- (1947). The Spirit of the Living God. New York: Revell
- (1948). Faithful in Christ Jesus. New York: Revell
- (1956). The Church in God. Westwood: Revell
- (1957). Protestant Preaching Through Lent. Grand Rapids, MI: Eerdmans
- (1959). Power Through Pentecost. Grand Rapids, MI: Eerdmans
- (1962). The Epistles to the Thessalonians. Proclaiming the New Testament. Grand Rapids, MI: Baker. OCLC 7362341
- (1962). Women Who Made Bible History. Grand Rapids, MI: Zondervan

### 記事
- “The Church's Standard of Moral Purity, part 1”. Eternity 3 (6):  5–12. (June 1952).
- “The Church's Standard of Moral Purity, part 2”. Eternity 3 (7):  20–22. (July 1952).
- “The World Challenge to the Churches”. Eternity 5 (8):  6–13. (August 1954).

### 英語版における参考文献

#### 伝記
- Joel A. Carpenter, ed. Two Reformers of Fundamentalism: Harold John Ockenga and Carl F. H. Henry (New York: Garland Publishing, 1988).
- H. Crosby Englizian, Brimstone Corner: Park Street Church, Boston (Chicago: Moody Press, 1968).
- Harold Lindsell, Park Street Prophet: A Life of Harold John Ockenga (Wheaton: Van Kampen Press, 1951).
- Garth M. Rosell, The Surprising Work of God: Harold John Ockenga, Billy Graham, and the Rebirth of Evangelicalism (Grand Rapids: Baker Academic, 2008).
- The personal library and papers of Harold John Ockenga are archived at Gordon Conwell Theological Seminary.

#### その他の関連する歴史的および伝記的情報源
- George Marsden, Reforming Fundamentalism: Fuller Seminary and the New Evangelicalism (Grand Rapids: William B. Eerdmans, 1987).
- James DeForest Murch, Cooperation without Compromise: A History of the National Association of Evangelicals (Grand Rapids: William B. Eerdmans, 1956).
- Stephen J. Nichols, ed. J. Gresham Machen's the Gospel and the Modern World and Other Short Writings (Phillipsburg: Presbyterian and Reformed Publishing, 2005) - includes correspondence between Machen and Ockenga.
- Robert Wuthnow The Restructuring of American Religion: Society and Faith Since World War II